# Amphicerus bimaculatus
Amphicerus bimaculatus är en skalbaggsart som först beskrevs av Olivier 1790.  Amphicerus bimaculatus ingår i släktet Amphicerus och familjen kapuschongbaggar. Inga underarter finns listade i Catalogue of Life.

## Bildgalleri

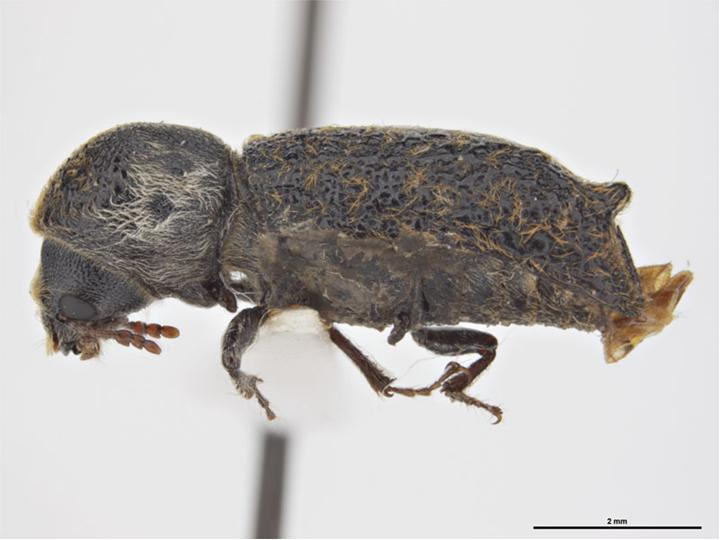